# Liste der Monuments historiques in Felon (Territoire de Belfort)
Die Liste der Monuments historiques in Felon (Territoire de Belfort) führt die Monuments historiques in der französischen Gemeinde Felon auf.

## Liste der Objekte
| Bezeichnung | Beschreibung          | Standort                        | Kennzeichnung | Schutzstatus | Datum | Bild |
| ----------- | --------------------- | ------------------------------- | ------------- | ------------ | ----- | ---- |
| Glocke      | Bronze, 1786 gegossen | in der Kirche St-Antoine (Lage) | PA00125420    | Classé       | 1983  |      |